# ديفيد كلينيرمان
السير ديفيد كلينرمان (مواليد 1959 م) هو كيميائي فيزيائي حيوي بريطاني وأستاذ الكيمياء الفيزيائية الحيوية في قسم الكيمياء بجامعة كامبريدج وزميل في كلية المسيح، في كامبريدج.
اشتهر بمساهمته في مجال تسلسل الجيل التالي للحمض النووي (الذي أدى لاحقًا إلى إنشاء شركة سوليكسا، وهي شركة تسلسل الحمض النووي عالية السرعة والتي شارك في تأسيسها)، المجهر الماسح للتوصيل الأيوني القائم على الماصات النانوية، والمجهرية فائقة الدقة.

## الحياة المبكرة والتعليم
كلينرمان هو ابن لوالدين يهوديين من مواليد جنوب إفريقيا. تلقى تعليمه في جامعة كامبريدج حيث كان طالبًا جامعيًا في كلية المسيح، في كامبريدج وحصل على درجة البكالوريوس في عام 1982. حصل على درجة الدكتوراه في الكيمياء عام 1986 كطالب دراسات عليا في كلية تشرشل، في كامبريدج، وأشرف عليه إيان ويليام موريسون سميث.

## المسيرة العملية والأبحاث
بعد حصوله على الدكتوراه، عمل كلينرمان في جامعة ستانفورد كباحث فولبرايت في مجال الكيمياء ذات النغمة العالية، مع ريتشارد زاري. بعد أبحاثه ما بعد الدكتوراه في جامعة ستانفورد، عاد إلى المملكة المتحدة للعمل في شركة بي بي للأبحاث لمدة سبع سنوات. ثم في عام 1994، انضم إلى جامعة كامبريدج، كعضو هيئة تدريس في قسم الكيمياء وزميل في كلية المسيح.
اخترع كلينرمان، بالاشتراك مع شانكار بالاسوبرامانيان، طريقة لتسلسل الحمض النووي من الجيل التالي والتي تُعرف اليوم باسم تسلسل سولكسا أو تسلسل صبغة إيلومينا. عتمد الطريقة على اكتشاف النيوكليوتيدات المصبوغة بالفلوروفور أثناء دمجها في خيوط الحمض النووي. اكتسبت طريقة التسلسل عن طريق التخليق شعبية كبيرة، ويُنظر إليها حاليًا على أنها المنصة الأكثر استخدامًا على نطاق واسع لتحل محل تقنية تسلسل سانجر التقليدية، على الرغم من قدرتها المنخفضة نسبيًا على إرسال العينات، حيث إنها توفر العديد من المزايا الرئيسية: فهي آلية وسريعة ودقيقة للغاية وقادرة على تسلسل خيوط متعددة في وقت واحد عبر تسلسل متوازي ضخم، وأرخص اقتصاديًا في حالة تسلسل الجينوم الكامل.
ويعرف ديفيد أيضًا باستكشاف طرق المجهر الماسح للتوصيل الأيوني القائمة على الماصات النانوية (بدلاً من الماصات الدقيقة التقليدية القائمة على الماصات الدقيقة). نجحت مجموعته البحثية في الحصول على صور طبوغرافية عالية الدقة للخلايا الحية، في وضع التصوير بالقفز، وفي توصيل الجزيئات الصغيرة إلى الخلايا بدقة، وفي دراسة وظائف الخلايا التفصيلية في الوقت الفعلي.
في الآونة الأخيرة، ركزت مجموعته على المجهر الفائق الدقة ثلاثي الأبعاد لتطوير رؤى جديدة حول طي البروتين والأمراض العصبية التنكسية.

### الأنشطة التجارية
قام كلينرمان وشانكار بالاسوبرامانيان بتسويق اختراعهما المتعلق بتسلسل الحمض النووي عالي السرعة المعتمد على جزيء واحد من الفلوريسنت، وأسسا شركة سوليكسا في عام 1998. وفي وقت لاحق، في عام 2007، استحوذت شركة إليومينا على هذه الشركة مقابل 600 مليون دولار امريكي.
في عام 2004، شارك كلينرمان في تأسيس شركة أخرى، لونسكوب، لتزويد مجتمع الأبحاث الذي يبحث عن صور ثلاثية الأبعاد عالية الدقة للخلايا الحية بأجهزة مجاهر المسح الأيوني المجمعة. وفقًا لمجلس أبحاث التكنولوجيا الحيوية والعلوم البيولوجية، اعتبارًا من فبراير 2014، باعت شركة لونسكوب 35 جهاز من أجهزة مجاهر المسح الأيوني المجمعة في جميع أنحاء العالم.

## الجوائز والأوسمة
أهم الجوائز والأوسمة التي حصل عليها كلينرمان تقديراً لعمله البحثي:
- 2007: حصل على جائزة الجمعية الملكية متعددة التخصصات من الجمعية الملكية للكيمياء.
- 2008: ألقى محاضرة الجمعية البريطانية للفيزياء الحيوية في كلية دبلن الجامعية.[30]
- 2012: انتخب زميلاً في الجمعية الملكية.[31]
- 2015: تم انتخابه زميلاً في أكاديمية العلوم الطبية.[32]
- 2018: حصل على الميدالية الملكية من الجمعية الملكية.[33]
- 2019: حصل على لقب فارس في حفل تكريمات العام الجديد 2019 لخدماته في مجال العلوم وتطوير تقنية تسلسل الحمض النووي عالي السرعة.[34]
- 2020: فاز بجائزة تكنولوجيا الألفية مع البروفيسور السير شانكار بالاسوبرامانيان عن ابتكارهم لتسلسل الحمض النووي من الجيل التالي.
- 2021: فاز بجائزة الريادة لعام 2022 في العلوم الحياتية مع البروفيسور السير شانكار بالاسوبرامانيان وباسكال ماير عن ابتكارهم لتسلسل الحمض النووي للجيل التالي.[35]
- 2024: جائزة كندا غيردنر الدولية.[36]